# (3973) Ogilvie
(3973) Ogilvie (1981 UC1) – planetoida z pasa głównego asteroid okrążająca Słońce w ciągu 3,62 lat w średniej odległości 2,36 j.a. Odkryta 30 października 1981 roku.